# Toano
Toano est une commune italienne de la province de Reggio d'Émilie dans la région Émilie-Romagne en Italie.

## Administration
| Période                                  | Période | Identité | Étiquette | Qualité |
| ---------------------------------------- | ------- | -------- | --------- | ------- |
|                                          |         |          |           |         |
| Les données manquantes sont à compléter. |         |          |           |         |

### Hameaux
Bargio, Bonzeto, Ca'Baccano, Ca'Bagnoli, Ca'Casalotto, Ca'Cavalletti, Ca'del Re, Ca'di Guglio, Ca'Marangone, Ca'Marastoni, Carbalano, Case Bonci, Cassinadro, Castagnola, Castelvecchio, Cavola, Cerredolo, Comenzano, Corneto, Frale, Il Margine, La Ca', La Collina, La Crocetta, La Guarrana, La Valle, Le Lezze, Lignano, L'Oca, Lupazzo, Manno, Massa, Montebiotto, Montechiodo, Monzone, Poggiolo, Polcione, Ponte Dolo, Quara, Riale, Riva di Cavola, Roncaciso, Roncolo, Rondanello, Sabbione di Cerrè Marrabino, Salvarana, Stiano, Svolta, Trarì, Vecchieda-Le Buche, Vogno

### Communes limitrophes
Baiso, Carpineti, Frassinoro, Montefiorino, Palagano, Prignano sulla Secchia, Villa Minozzo